# سیارک ۴۸۱۳
سیارک ۴۸۱۳ (به انگلیسی: 4813 Terebizh، نامگذاری:1977RR7) چهار هزار و هشتصد و سیزدهمین سیارک کشف شده‌است که در ۱۱ سپتامبر ۱۹۷۷ کشف شد.
قدر مطلق سیارک برابر ۱۲٫۰۰ است.